# R. J. Reynolds Tobacco Company
Die R. J. Reynolds Tobacco Company (RJR) ist ein 1875 von R. J. Reynolds gegründeter US-amerikanischer Tabakkonzern mit Sitz in Winston-Salem im Bundesstaat North Carolina. Das Unternehmen ist der zweitgrößte Tabakwarenhersteller in den USA und produziert dort unter anderem Marken wie Camel, Lucky Strike, Winston und Pall Mall. Seit 2017 gehört die gesamte Holding Reynolds American Inc. zu British American Tobacco Plc (BAT).

## Geschichte

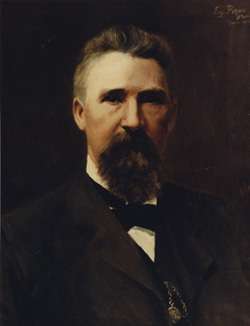
Richard Joshua „R. J.“ Reynolds

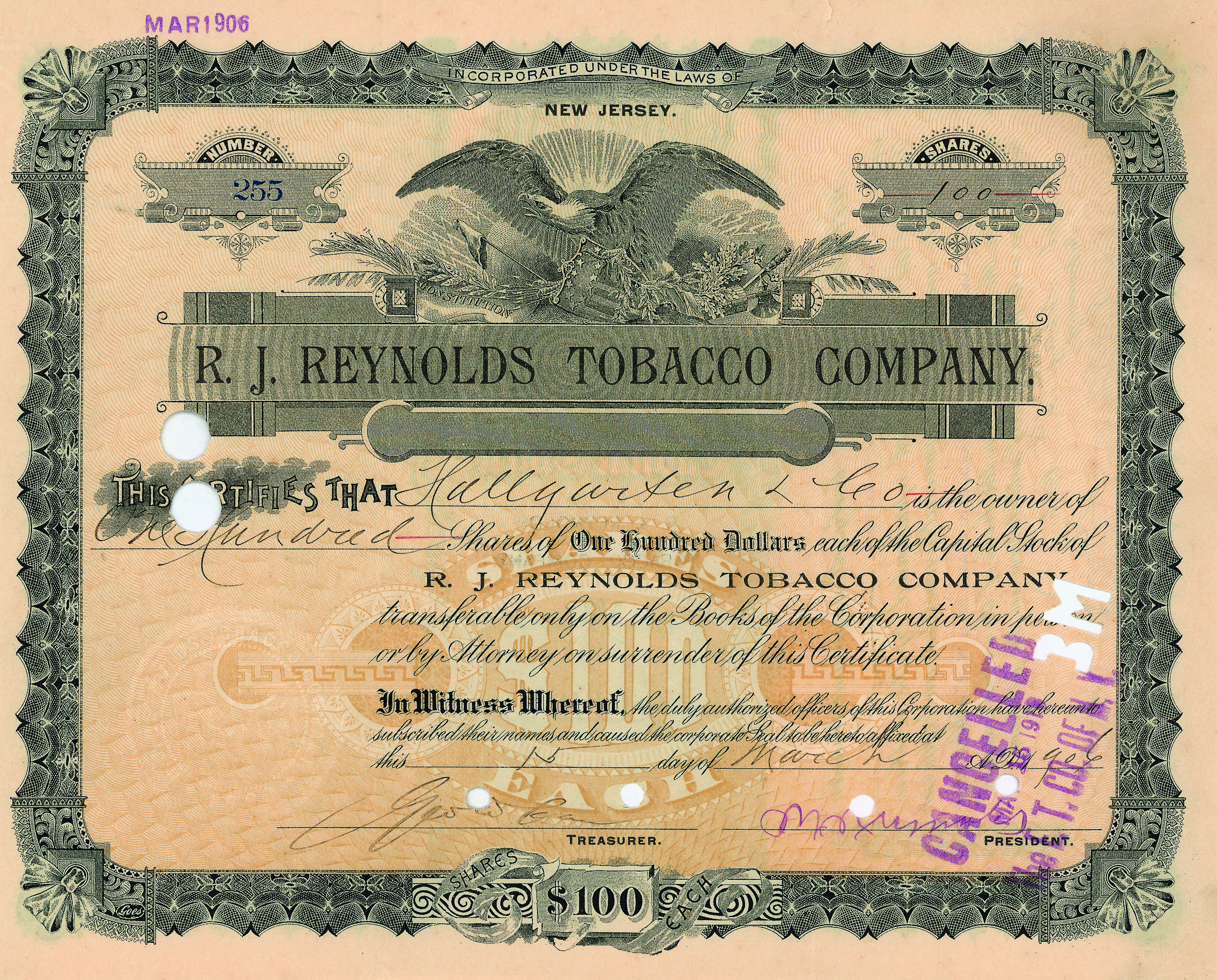
Aktie der R. J. Reynolds Tobacco Company vom 15. März 1906

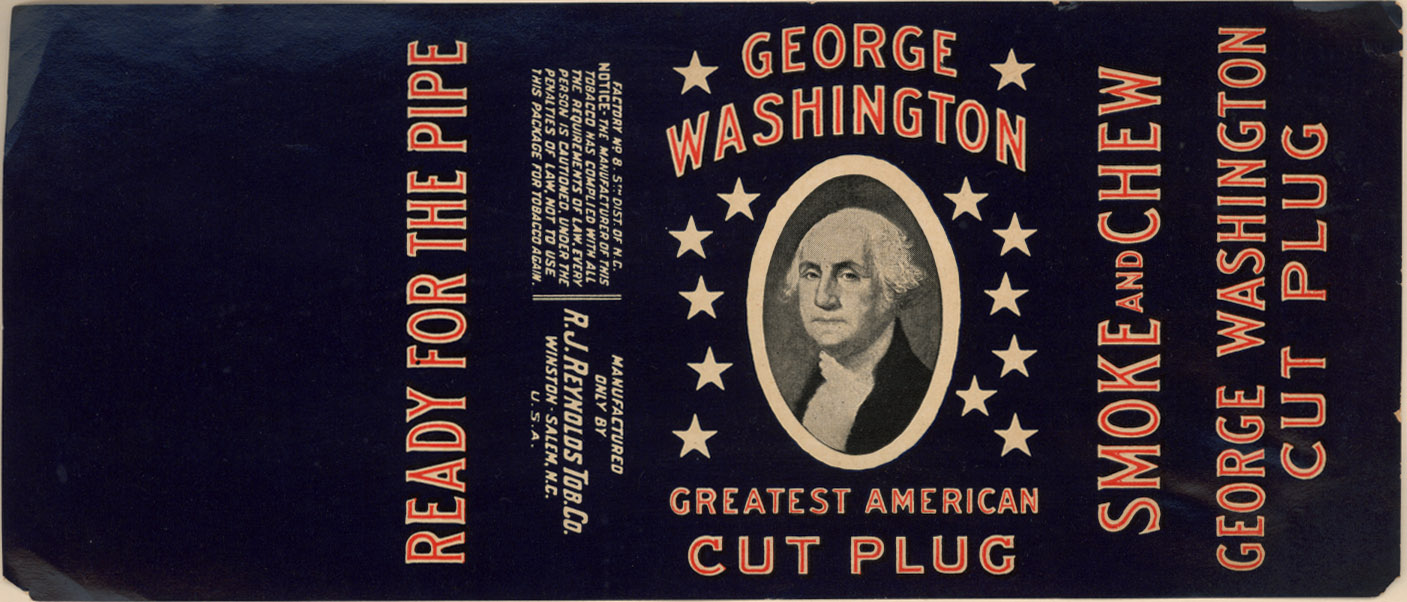
George Washington, Eine der frühen Marken von Reynolds

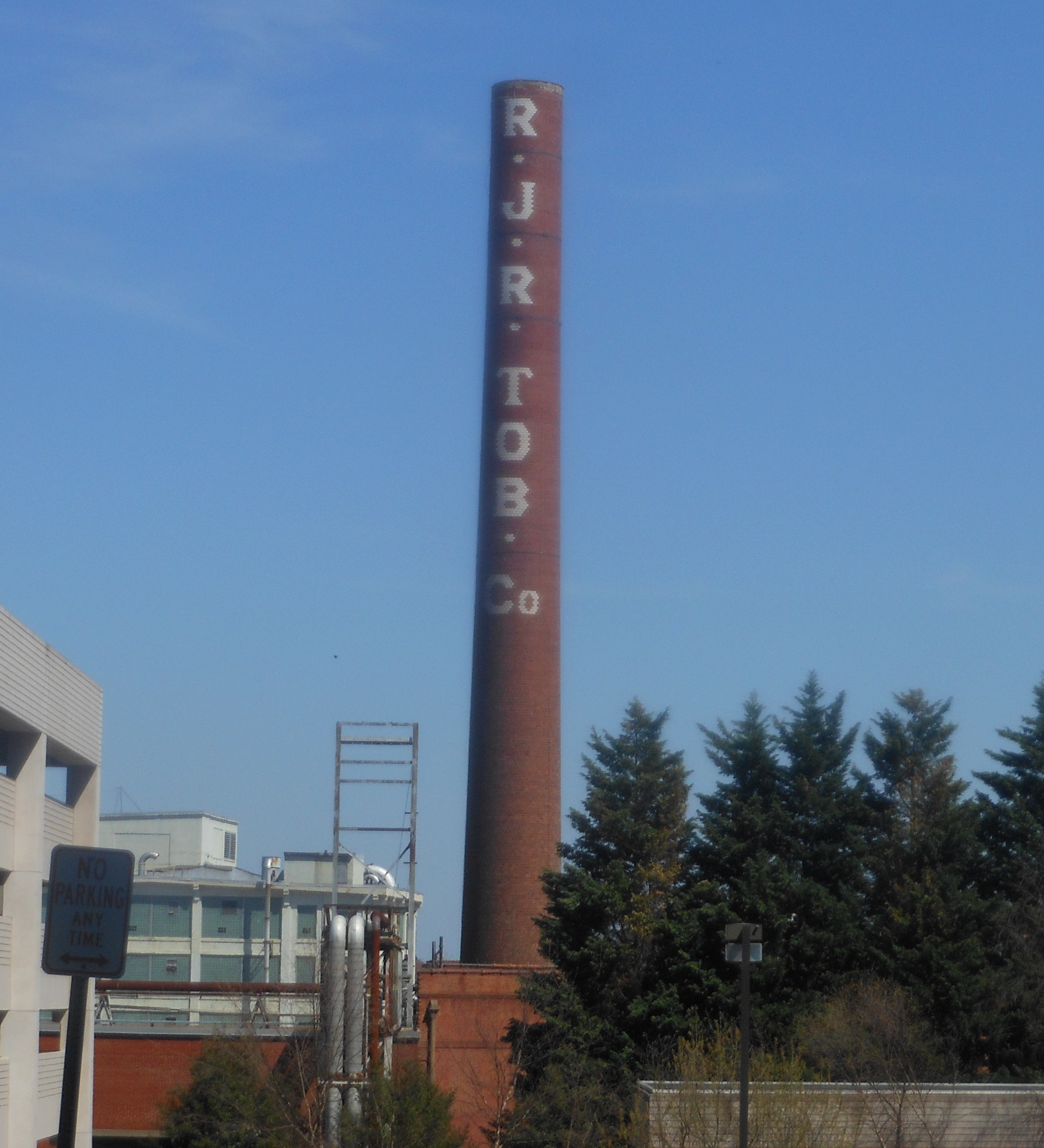
R. J. Reynolds Tabak-Fabrik in Winston-Salem, NC

Richard Joshua Reynolds, der Sohn eines Tabakerzeugers aus Virginia, verkaufte im Alter von 25 Jahren seine Anteile an der Plantage seines Vaters in Patrick County und gründete 1875 in Winston, North Carolina ein Tabakunternehmen. Der Ort war der nächstliegende mit einem Eisenbahnanschluss. Sein erstes Fabrikgebäude, genannt little red factory, erwarb er von der Herrnhuter Brüdergemeine und produzierte dort im ersten Jahr mit Saisonarbeitern 150.000 Pfund Kautabak. Reynolds rechnete mit der Zunahme der Beliebtheit von Tabakrauchen und führte in den Folgejahren, unterstützt durch intensive Werbekampagnen, Pfeifentabak als Blend-Mischungen ein.
Ab 1890 war die R. J. Reynolds Tobacco Company (RJR) eine Aktiengesellschaft. R. J. Reynolds hielt fast 90 Prozent des Unternehmens und wurde zum Präsidenten gewählt, mit seinem Bruder als Vizepräsident. 1892 errichtete das Unternehmen ein zweites Fabrikgebäude und steigerte die Produktion auf mehrere Millionen Pfund Tabakwaren pro Jahr.
Wegen erheblichen Kapitalbedarf verkaufte R. J. Reynolds im Jahr 1898 zwei Drittel seiner RJR-Anteile an die Continental Tobacco Company einer Tochtergesellschaft der American Tobacco Company seines Konkurrenten James Buchanan Duke. Er behielt aber seine Position als Präsident.
Zu Beginn des 20. Jahrhunderts übernahm Reynolds die meisten Tabakfabriken in Winston-Salem. Das Unternehmen produzierte 25 % des amerikanischen Kautabaks und die Zigaretten der Marke Camel wurden die beliebtesten in den USA. 1911 wurde die American Tobacco Company aufgrund der Antitrustgesetzgebung vom Obersten Gerichtshof in den USA zerschlagen und der Konzern war gezwungen, sich von allen Reynolds-Aktien zu trennen. R. J. Reynolds und Mitglieder seiner Familie kauften einige der Aktien zurück und hatten ab 1912 wieder die Kontrolle über die RJR. Infolge entwickelte Reynolds eine Gesellschaftssatzung, die Mitarbeitern von Reynolds im Rahmen des Reynolds-Aktienkaufplans den Erwerb von Firmenanteilen aus überschüssigen Geldern und Gewinnen finanzierte. Bis 1924 war die Mehrheit der stimmberechtigten Aktien der Gesellschaft im Eigentum von Mitarbeitern des Unternehmens. Im Jahr 1917 kaufte das Unternehmen 84 Hektar Land in Winston-Salem und errichtete 180 Häuser für die Arbeiter, das spätere „Reynoldstown“.
Mit Winston brachte RJR 1954 eine der ersten Filterzigaretten auf den Markt. 1956 folgte mit Salem die erste Mentholzigarette.
In den 1960er Jahren erfolgte die Akquise einer Reihe Lebensmitteln- und Oel-Konzernen. Im Rahmen einer Umstrukturierung wurde 1970 die R. J. Reynolds Industries Inc. als Muttergesellschaft gegründet um das Unternehmen in Tabak und Tabak fremde Segmente zu diversifizieren.
Im September 1985 übernahm Reynolds Industries Nabisco Brands Inc. und firmierte das Unternehmen ein Jahr später in RJR Nabisco Inc. um.
Zwischen Oktober und November 1988 kam es zu der bisher teuersten Übernahmeschlacht in der Geschichte der US-Wirtschaft. Ziel war die feindliche Übernahme der RJR Tochter RJR Nabisco. Beteiligt waren eine Investorengruppe um Shearson Lehman Hutton (Lehman Brothers) und Salomon Brothers angeführt vom Nabisco Chef F. Ross Johnson, die Familie Pritzker (Marmon Group) unterstützt durch die First Boston Bank sowie die Beteiligungsgesellschaft Kohlberg Kravis Roberts & Co. (KKR). Am 30. November 1988 übernahm schlussendlich KKR die Nabisco für 24.88 Milliarden Dollar. Der Geschäftsführer F. Ross Johnson erhielt infolge mit 53.800.000 USD die bis dato größte Abfindung in der Geschichte. Er galt fortan als ein Symbol für Finanzmarktexzesse.
1999 wurde das in der Schweiz ansässige Auslandsgeschäft RJRI an Japan Tobacco verkauft und diese in der neugegründeten JT International mit Sitz in Genf zusammengefasst. Hierzu gehörten auch alle Markenrechte von R. J. Reynolds außerhalb der USA.
Im Dezember 2000 übernahm die Philip Morris International Inc (PMI) die Nabisco Group Holdings Corp. (NGH) von KKR. Nachdem Philip Morris die Lebensmittelsparte der Firma, die Nabisco Holdings (NA), in seinen Konzern Kraft integriert hatte, verkaufte sie den verbleibenden Teil der börsennotierte Muttergesellschaft NGH an R. J. Reynolds Tobacco.
Im Januar 2002 erwarb die R. J. Reynolds Tobacco Holdings die Santa Fe Natural Tobacco Company Inc.
Am 30. Juli 2004 fusionierte R. J. Reynolds mit Brown & Williamson, der amerikanischen Sparte der British American Tobacco. Die Fusion erfolgte dabei nach Genehmigung durch die amerikanische Federal Trade Commission (FTC) mittels eines steuerfreien 1:1 Aktientausch mit einem Volumen von 2,6 Mrd. USD. Im Zuge der folgenden Umstrukturierung wurden die beiden Unternehmen zusammen mit Santa Fe Natural Tobacco und Lane Limited unter dem Dach der neugegründeten Holding namens Reynolds American Inc.(RAI) vereinigt und die Marken Pall Mall, Lucky Strike und Kool gingen von B & W auf RJR über. Die Aktien der RAI wurden erstmals am 2. August 2004 an der New York Stock Exchange gehandelt und ersetzten dabei die der RJR.
Im Mai 2006 wurde mit der Conwood Company der zweitgrößte Produzent von rauchfreien Tabakprodukten in den Vereinigten Staaten mit ihren Marken Grizzly und Kodiak von RAI übernommen, die zum 1. Januar 2010 in American Snuff Company (LLC) umfirmierte. Santa Fe Natural Tobacco und Lane Limited wurden im März 2011 an die Scandinavian Tobacco Group verkauft.
Am 18. Juli 2014 verurteilte ein Geschworenengericht in Pensacola R. J. Reynolds zu einer Schadenersatzzahlung von 16 Millionen Dollar an die Witwe eines 1996 an Lungenkrebs gestorbenen langjährigen starken Rauchers sowie zu einer Strafzahlung von 23,6 Milliarden Dollar, da der Tabakkonzern es absichtlich unterlassen habe, diesen darüber aufzuklären, dass Rauchen Lungenkrebs verursacht und Nikotin hochgradig süchtig macht, obwohl diese Wirkung dem Unternehmen bekannt war. R. J. Reynolds bezeichnete die Höhe der Strafe als maßlos überzogen und kündigte an, das Urteil anfechten zu wollen.
Im Januar 2017 übernahm die British American Tobacco p.l.c. die restlichen 57,8 Prozent der Aktienanteile an der Reynolds American Inc. aus dem Besitz der Louisville Securities Limited sowie der Brown & Williamson Holdings, Inc. Die zugrunde liegende Kaufvereinbarung belief sich auf rund 49,4 Milliarden Dollar und bestand aus 29,44 Dollar in bar und 0,53 BAT-Aktien je RAI-Aktie.

## Marken
R. J. Reynolds Marken sind unter anderem Camel, Kool, Winston, Salem, Doral, Natural American Spirit, Eclipse und Export A. Weitere, nicht mehr in größerem Maße beworbene Marken sind zum Beispiel Barclay, Belair, Capri, Carlton, GPC, Misty, Monarch, More, Now, Tareyton, Vantage und Viceroy. Fünf der firmeneigenen Marken befinden sich unter den zehn bestverkauften Zigarettenmarken in den Vereinigten Staaten.

## Historische Gebäude
Die Fabrikgebäude des Unternehmens waren die größten Gebäude in Winston-Salem und verfügten über neueste Technologien wie Dampfkraft und elektrischem Licht.
- Die 1892 erbaute zweite Reynolds-Fabrik ist die älteste noch heute erhaltene. Sie wurde 1990 an den Forsyth County verkauft.[2]
- Der 1929 im Stil des Art déco erbaute Hauptsitz des Unternehmens in Winston-Salem, das 20-stöckige Reynolds Building, wurde von dem New Yorker Architekturbüro Shreve, Lamb and Harmon geplant. Es war mit 96 m Höhe zu seiner Eröffnung eines der höchsten Gebäude in den Südstaaten und ist seit August 2014 im National Register of Historic Places erfasst.[17]
- Das direkt in Winston-Salem gelegene Whitaker Park Fabrikgelände wurde 1961 erbaut und umfasst eine Fläche von 90.000 m².

## Trivia
Das Unternehmen war von 1972 bis 2003 Namenssponsor der NHRA-Dragster und NASCAR Winston Cup Series.
Im Jahre 1987 ließ RJR das Maskottchen Joe Camel der Zigarettenmarke Camel wieder aufleben. Joe Camel, ein anthropomorphes Cartoon-Kamel, wurde von Kritikern als Versuch gesehen, das Interesse bei Kindern und Jugendlichen für das Rauchen zu erwecken. R. J. Reynolds behauptete, dass Joe Camels „lieblicher Charakter“ lediglich einen Anreiz für erwachsene Raucher darstellen sollte.
Die Übernahme von RJR Nabisco durch Kohlberg Kravis Roberts & Co. 1988 war Basis für den Bestseller Barbarians at the Gate von Bryan Burrough und John Helyar sowie des gleichnamigen Fernsehfilms von Glenn Jordan aus dem Jahr 1993. Sie gilt als der Beginn der aggressiven Firmenkäufe, die später zur Heuschreckendebatte führte.
Im Oktober 2002 warf die Europäische Union Philip Morris und R. J. Reynolds vor, an Nicht-EU-Länder wie Polen, Jugoslawien, Zypern und die Schweiz Zigarettenmengen zu liefern, die weit über einem möglichen Verbrauch liegen und so indirekt Schmuggel zu unterstützen.